# 最多奪三振 (MLB)
最多奪三振（さいただつさんしん）はメジャーリーグベースボールのタイトルの一つ。ウォルター・ジョンソンは12シーズン、ノーラン・ライアンは11シーズンで最多奪三振を記録している。

## 20世紀以降歴代奪三振王

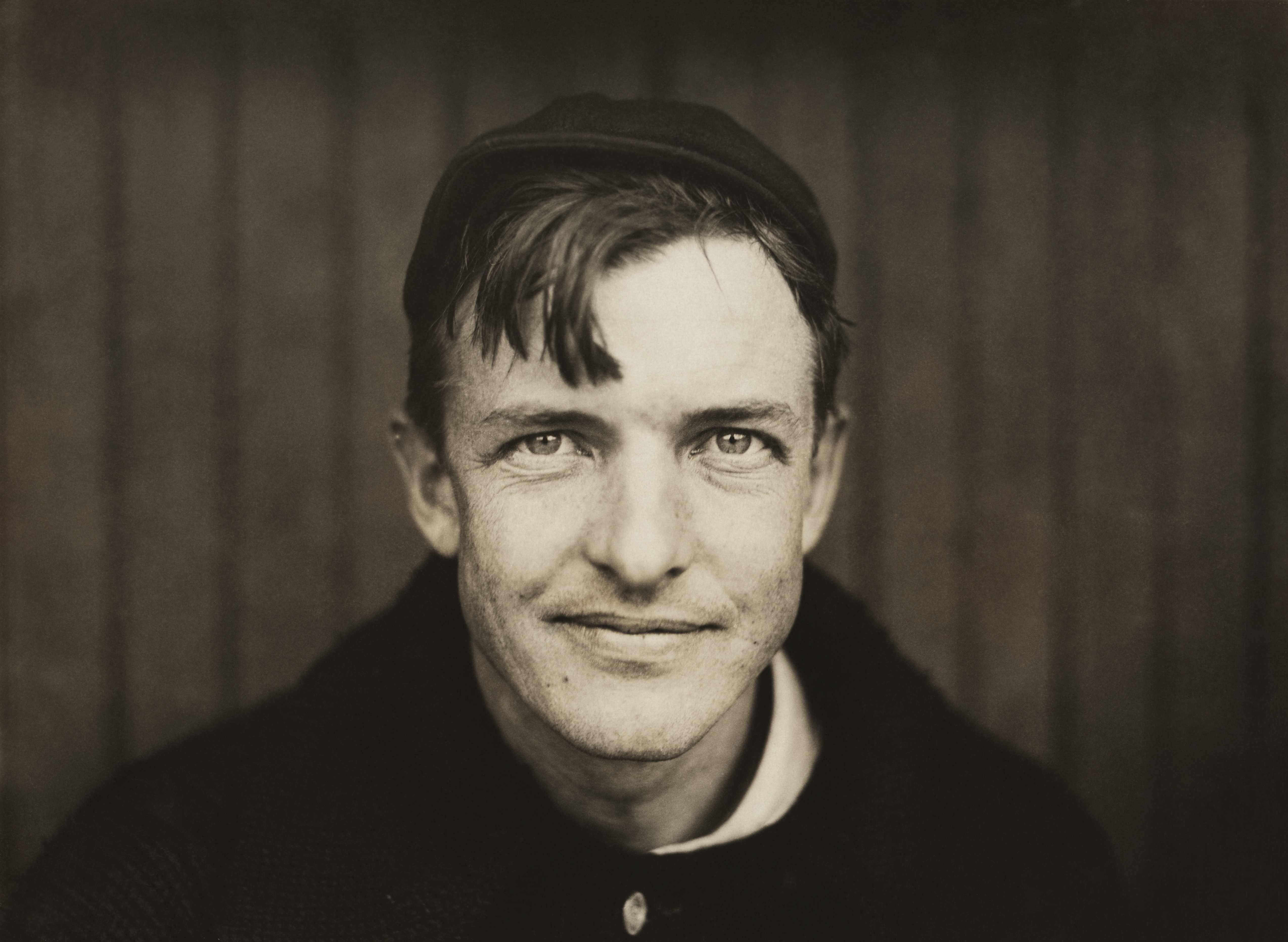
クリスティ・マシューソン（1910年）

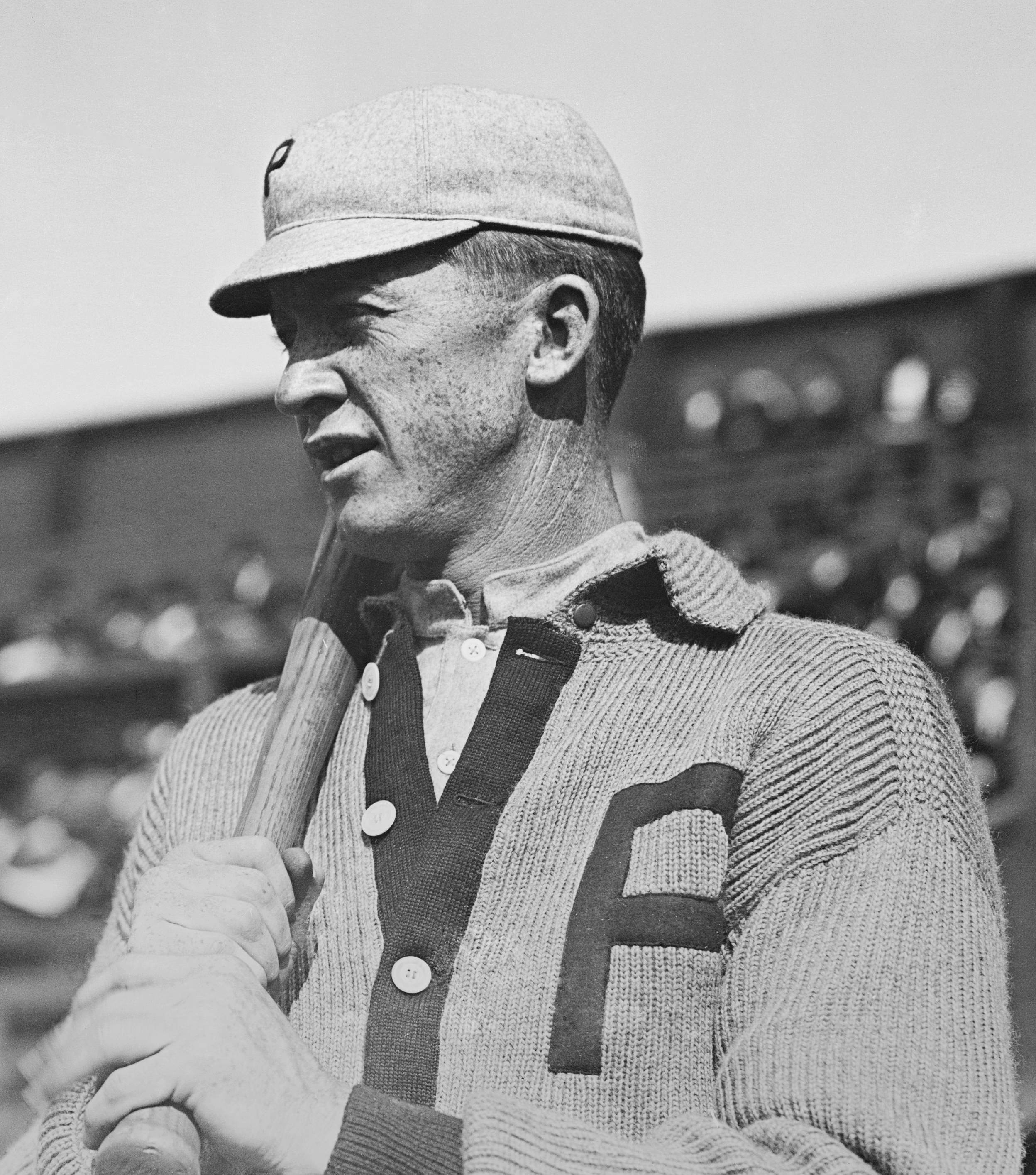
ピート・アレクサンダー（1911年）

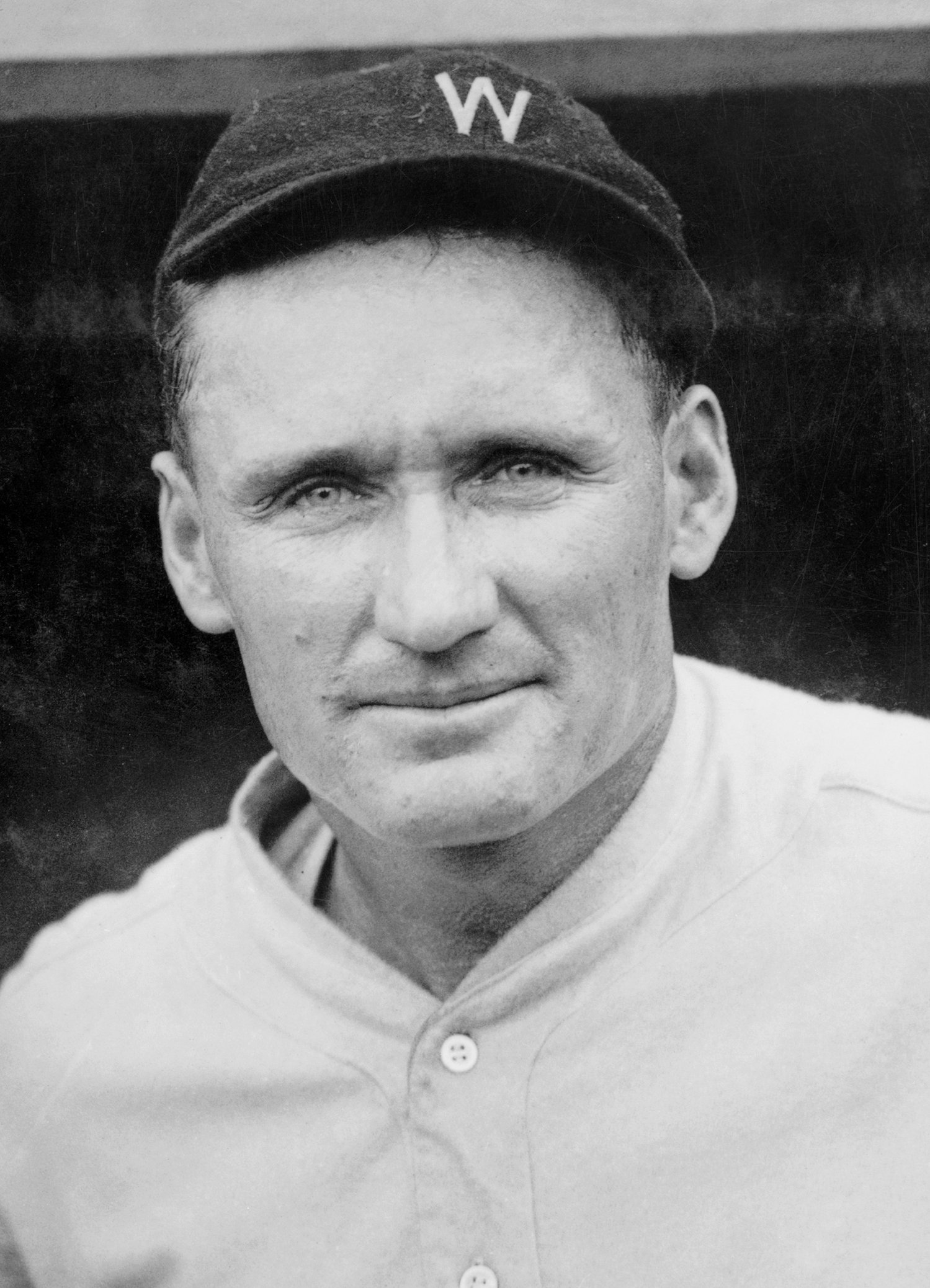
ウォルター・ジョンソン（1924年）

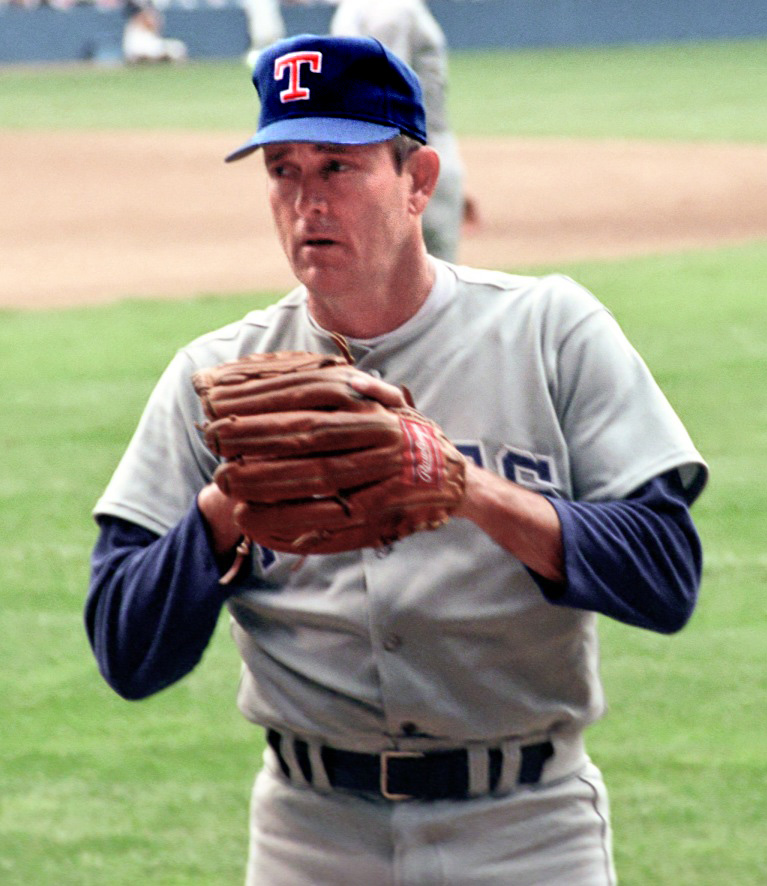
ノーラン・ライアン（1990年）

| 年度 | ナショナルリーグ                | ナショナルリーグ                              | ナショナルリーグ | アメリカンリーグ              | アメリカンリーグ                                   | アメリカンリーグ |
| 年度 | 選手名                          | 所属球団                                      | 奪三振           | 選手名                        | 所属球団                                           | 奪三振           |
| ---- | ------------------------------- | --------------------------------------------- | ---------------- | ----------------------------- | -------------------------------------------------- | ---------------- |
| 1901 | ヌードルズ・ハーン(3)           | シンシナティ・レッズ                          | 239              | サイ・ヤング(2)               | ボストン・アメリカンズ                             | 158              |
| 1902 | ビック・ウィリス                | ボストン・ビーンイーターズ                    | 225              | ルーブ・ワッデル(1)           | フィラデルフィア・アスレチックス                   | 210              |
| 1903 | クリスティ・マシューソン(1)     | ニューヨーク・ジャイアンツ                    | 267              | ルーブ・ワッデル(2)           | フィラデルフィア・アスレチックス                   | 302              |
| 1904 | クリスティ・マシューソン(2)     | ニューヨーク・ジャイアンツ                    | 212              | ルーブ・ワッデル(3)           | フィラデルフィア・アスレチックス                   | 349              |
| 1905 | クリスティ・マシューソン(3)     | ニューヨーク・ジャイアンツ                    | 206              | ルーブ・ワッデル(4)           | フィラデルフィア・アスレチックス                   | 287              |
| 1906 | フレッド・ビーブ                | シカゴ・カブス →セントルイス・カージナルス    | 171              | ルーブ・ワッデル(5)           | フィラデルフィア・アスレチックス                   | 196              |
| 1907 | クリスティ・マシューソン(4)     | ニューヨーク・ジャイアンツ                    | 178              | ルーブ・ワッデル(6)           | フィラデルフィア・アスレチックス                   | 232              |
| 1908 | クリスティ・マシューソン(5)     | ニューヨーク・ジャイアンツ                    | 259              | エド・ウォルシュ(1)           | シカゴ・ホワイトソックス                           | 269              |
| 1909 | オーバル・オーバラル            | シカゴ・カブス                                | 205              | フランク・スミス              | シカゴ・ホワイトソックス                           | 177              |
| 1910 | アール・ムーア                  | フィラデルフィア・フィリーズ                  | 185              | ウォルター・ジョンソン(1)     | ワシントン・セネタース                             | 313              |
| 1911 | ルーブ・マーカード              | ニューヨーク・ジャイアンツ                    | 237              | エド・ウォルシュ(2)           | シカゴ・ホワイトソックス                           | 255              |
| 1912 | ピート・アレクサンダー(1)       | フィラデルフィア・フィリーズ                  | 195              | ウォルター・ジョンソン(2)     | ワシントン・セネタース                             | 303              |
| 1913 | トム・シートン                  | フィラデルフィア・フィリーズ                  | 168              | ウォルター・ジョンソン(3)     | ワシントン・セネタース                             | 243              |
| 1914 | ピート・アレクサンダー(2)       | フィラデルフィア・フィリーズ                  | 214              | ウォルター・ジョンソン(4)     | ワシントン・セネタース                             | 225              |
| 1915 | ピート・アレクサンダー(3)       | フィラデルフィア・フィリーズ                  | 241              | ウォルター・ジョンソン(5)     | ワシントン・セネタース                             | 203              |
| 1916 | ピート・アレクサンダー(4)       | フィラデルフィア・フィリーズ                  | 167              | ウォルター・ジョンソン(6)     | ワシントン・セネタース                             | 228              |
| 1917 | ピート・アレクサンダー(5)       | フィラデルフィア・フィリーズ                  | 200              | ウォルター・ジョンソン(7)     | ワシントン・セネタース                             | 188              |
| 1918 | ヒッポ・ボーン(1)               | シカゴ・カブス                                | 148              | ウォルター・ジョンソン(8)     | ワシントン・セネタース                             | 162              |
| 1919 | ヒッポ・ボーン(2)               | シカゴ・カブス                                | 141              | ウォルター・ジョンソン(9)     | ワシントン・セネタース                             | 147              |
| 1920 | ピート・アレクサンダー(6)       | シカゴ・カブス                                | 173              | スタン・コベレスキ            | クリーブランド・インディアンス                     | 133              |
| 1921 | バーリー・グライムス            | ブルックリン・ロビンス                        | 136              | ウォルター・ジョンソン(10)    | ワシントン・セネタース                             | 143              |
| 1922 | ダジー・ヴァンス(1)             | ブルックリン・ロビンス                        | 134              | アーバン・ショッカー          | セントルイス・ブラウンズ                           | 149              |
| 1923 | ダジー・ヴァンス(2)             | ブルックリン・ロビンス                        | 197              | ウォルター・ジョンソン(11)    | ワシントン・セネタース                             | 130              |
| 1924 | ダジー・ヴァンス(3)             | ブルックリン・ロビンス                        | 262              | ウォルター・ジョンソン(12)    | ワシントン・セネタース                             | 158              |
| 1925 | ダジー・ヴァンス(4)             | ブルックリン・ロビンス                        | 221              | レフティ・グローブ(1)         | フィラデルフィア・アスレチックス                   | 116              |
| 1926 | ダジー・ヴァンス(5)             | ブルックリン・ロビンス                        | 140              | レフティ・グローブ(2)         | フィラデルフィア・アスレチックス                   | 194              |
| 1927 | ダジー・ヴァンス(6)             | ブルックリン・ロビンス                        | 184              | レフティ・グローブ(3)         | フィラデルフィア・アスレチックス                   | 174              |
| 1928 | ダジー・ヴァンス(7)             | ブルックリン・ロビンス                        | 200              | レフティ・グローブ(4)         | フィラデルフィア・アスレチックス                   | 183              |
| 1929 | パット・マローン                | シカゴ・カブス                                | 166              | レフティ・グローブ(5)         | フィラデルフィア・アスレチックス                   | 170              |
| 1930 | ビル・ハラハン(1)               | セントルイス・カージナルス                    | 177              | レフティ・グローブ(6)         | フィラデルフィア・アスレチックス                   | 209              |
| 1931 | ビル・ハラハン(2)               | セントルイス・カージナルス                    | 159              | レフティ・グローブ(7)         | フィラデルフィア・アスレチックス                   | 175              |
| 1932 | ディジー・ディーン(1)           | セントルイス・カージナルス                    | 191              | レッド・ラフィング            | ニューヨーク・ヤンキース                           | 190              |
| 1933 | ディジー・ディーン(2)           | セントルイス・カージナルス                    | 199              | レフティ・ゴメス(1)           | ニューヨーク・ヤンキース                           | 163              |
| 1934 | ディジー・ディーン(3)           | セントルイス・カージナルス                    | 195              | レフティ・ゴメス(2)           | ニューヨーク・ヤンキース                           | 158              |
| 1935 | ディジー・ディーン(4)           | セントルイス・カージナルス                    | 182              | トミー・ブリッジス(1)         | デトロイト・タイガース                             | 163              |
| 1936 | バン・マンゴー                  | ブルックリン・ドジャース                      | 238              | トミー・ブリッジス(2)         | デトロイト・タイガース                             | 175              |
| 1937 | カール・ハッベル                | ニューヨーク・ジャイアンツ                    | 159              | レフティ・ゴメス(3)           | ニューヨーク・ヤンキース                           | 194              |
| 1938 | クレイ・ブライアント            | シカゴ・カブス                                | 135              | ボブ・フェラー(1)             | クリーブランド・インディアンス                     | 240              |
| 1939 | バッキー・ウォルターズ          | シンシナティ・レッズ                          | 137              | ボブ・フェラー(2)             | クリーブランド・インディアンス                     | 246              |
| 1939 | クロード・パッソー              | フィラデルフィア・フィリーズ → シカゴ・カブス | 137              | ボブ・フェラー(2)             | クリーブランド・インディアンス                     | 246              |
| 1940 | カービー・ヒグビー              | フィラデルフィア・フィリーズ                  | 137              | ボブ・フェラー(3)             | クリーブランド・インディアンス                     | 261              |
| 1941 | ジョニー・ヴァンダー・ミーア(1) | シンシナティ・レッズ                          | 202              | ボブ・フェラー(4)             | クリーブランド・インディアンス                     | 260              |
| 1942 | ジョニー・ヴァンダー・ミーア(2) | シンシナティ・レッズ                          | 186              | ボボ・ニューサム              | ワシントン・セネタース                             | 113              |
| 1942 | ジョニー・ヴァンダー・ミーア(2) | シンシナティ・レッズ                          | 186              | テックス・ヒューソン          | ボストン・レッドソックス                           | 113              |
| 1943 | ジョニー・ヴァンダー・ミーア(3) | シンシナティ・レッズ                          | 174              | アリー・レイノルズ(1)         | クリーブランド・インディアンス                     | 151              |
| 1944 | ビル・ボイセロ                  | ニューヨーク・ジャイアンツ                    | 161              | ハル・ニューハウザー(1)       | デトロイト・タイガース                             | 187              |
| 1945 | プリーチャー・ロー              | ピッツバーグ・パイレーツ                      | 148              | ハル・ニューハウザー(2)       | デトロイト・タイガース                             | 212              |
| 1946 | ジョニー・シュミッツ            | シカゴ・カブス                                | 135              | ボブ・フェラー(5)             | クリーブランド・インディアンス                     | 348              |
| 1947 | イーウェル・ブラックウェル      | シンシナティ・・レッズ                        | 174              | ボブ・フェラー(6)             | クリーブランド・インディアンス                     | 196              |
| 1948 | ハリー・ブリチーン              | セントルイス・カージナルス                    | 149              | ボブ・フェラー(7)             | クリーブランド・インディアンス                     | 164              |
| 1949 | ウォーレン・スパーン(1)         | ボストン・ブレーブス                          | 151              | バージル・トラックス          | デトロイト・タイガース                             | 153              |
| 1950 | ウォーレン・スパーン(2)         | ボストン・ブレーブス                          | 191              | ボブ・レモン                  | クリーブランド・インディアンス                     | 170              |
| 1951 | ウォーレン・スパーン(3)         | ボストン・ブレーブス                          | 164              | ビック・ラスチー              | ニューヨーク・ヤンキース                           | 164              |
| 1951 | ドン・ニューカム                | ブルックリン・ドジャース                      | 164              | ビック・ラスチー              | ニューヨーク・ヤンキース                           | 164              |
| 1952 | ウォーレン・スパーン(4)         | ボストン・ブレーブス                          | 183              | アリー・レイノルズ(2)         | ニューヨーク・ヤンキース                           | 160              |
| 1953 | ロビン・ロバーツ(1)             | フィラデルフィア・フィリーズ                  | 198              | ビリー・ピアース              | シカゴ・ホワイトソックス                           | 186              |
| 1954 | ロビン・ロバーツ(2)             | フィラデルフィア・フィリーズ                  | 185              | ボブ・ターリー                | ボルチモア・オリオールズ                           | 185              |
| 1955 | サム・ジョーンズ(1)             | シカゴ・カブス                                | 198              | ハーブ・スコア(1)             | クリーブランド・インディアンス                     | 245              |
| 1956 | サム・ジョーンズ(2)             | シカゴ・カブス                                | 176              | ハーブ・スコア(2)             | クリーブランド・インディアンス                     | 263              |
| 1957 | ジャック・サンフォード          | フィラデルフィア・フィリーズ                  | 188              | アーリー・ウィン(1)           | クリーブランド・インディアンス                     | 184              |
| 1958 | サム・ジョーンズ(3)             | セントルイス・カージナルス                    | 225              | アーリー・ウィン(2)           | シカゴ・ホワイトソックス                           | 179              |
| 1959 | ドン・ドライスデール(1)         | ロサンゼルス・ドジャース                      | 242              | ジム・バニング(1)             | デトロイト・タイガース                             | 201              |
| 1960 | ドン・ドライスデール(2)         | ロサンゼルス・ドジャース                      | 246              | ジム・バニング(2)             | デトロイト・タイガース                             | 201              |
| 1961 | サンディー・コーファックス(1)   | ロサンゼルス・ドジャース                      | 269              | カミロ・パスカル(1)           | ミネソタ・ツインズ                                 | 221              |
| 1962 | ドン・ドライスデール(3)         | ロサンゼルス・ドジャース                      | 232              | カミロ・パスカル(2)           | ミネソタ・ツインズ                                 | 206              |
| 1963 | サンディー・コーファックス(2)   | ロサンゼルス・ドジャース                      | 306              | カミロ・パスカル(3)           | ミネソタ・ツインズ                                 | 202              |
| 1964 | ボブ・ヴィール                  | ピッツバーグ・パイレーツ                      | 250              | アル・ダウニング              | ニューヨーク・ヤンキース                           | 217              |
| 1965 | サンディー・コーファックス(3)   | ロサンゼルス・ドジャース                      | 382              | サム・マクダウェル(1)         | クリーブランド・インディアンス                     | 325              |
| 1966 | サンディー・コーファックス(4)   | ロサンゼルス・ドジャース                      | 317              | サム・マクダウェル(2)         | クリーブランド・インディアンス                     | 225              |
| 1967 | ジム・バニング(3)               | フィラデルフィア・フィリーズ                  | 253              | ジム・ロンボーグ              | ボストン・レッドソックス                           | 246              |
| 1968 | ボブ・ギブソン                  | セントルイス・カージナルス                    | 268              | サム・マクダウェル(3)         | クリーブランド・インディアンス                     | 283              |
| 1969 | ファーガソン・ジェンキンス      | シカゴ・カブス                                | 273              | サム・マクダウェル(4)         | クリーブランド・インディアンス                     | 279              |
| 1970 | トム・シーバー(1)               | ニューヨーク・メッツ                          | 283              | サム・マクダウェル(5)         | クリーブランド・インディアンス                     | 304              |
| 1971 | トム・シーバー(2)               | ニューヨーク・メッツ                          | 289              | ミッキー・ロリッチ            | デトロイト・タイガース                             | 308              |
| 1972 | スティーブ・カールトン(1)       | フィラデルフィア・フィリーズ                  | 310              | ノーラン・ライアン(1)         | カリフォルニア・エンゼルス                         | 329              |
| 1973 | トム・シーバー(3)               | ニューヨーク・メッツ                          | 251              | ノーラン・ライアン(2)         | カリフォルニア・エンゼルス                         | 383              |
| 1974 | スティーブ・カールトン(2)       | フィラデルフィア・フィリーズ                  | 240              | ノーラン・ライアン(3)         | カリフォルニア・エンゼルス                         | 367              |
| 1975 | トム・シーバー(4)               | ニューヨーク・メッツ                          | 243              | フランク・タナナ              | カリフォルニア・エンゼルス                         | 269              |
| 1976 | トム・シーバー(5)               | ニューヨーク・メッツ                          | 235              | ノーラン・ライアン(4)         | カリフォルニア・エンゼルス                         | 327              |
| 1977 | フィル・ニークロ                | アトランタ・ブレーブス                        | 262              | ノーラン・ライアン(5)         | カリフォルニア・エンゼルス                         | 341              |
| 1978 | J.R.リチャード(1)               | ヒューストン・アストロズ                      | 303              | ノーラン・ライアン(6)         | カリフォルニア・エンゼルス                         | 260              |
| 1979 | J.R.リチャード(2)               | ヒューストン・アストロズ                      | 313              | ノーラン・ライアン(7)         | カリフォルニア・エンゼルス                         | 223              |
| 1980 | スティーブ・カールトン(3)       | フィラデルフィア・フィリーズ                  | 286              | レン・バーカー(1)             | クリーブランド・インディアンス                     | 187              |
| 1981 | フェルナンド・バレンズエラ      | ロサンゼルス・ドジャース                      | 180              | レン・バーカー(2)             | クリーブランド・インディアンス                     | 127              |
| 1982 | スティーブ・カールトン(4)       | フィラデルフィア・フィリーズ                  | 286              | フロイド・バニスター          | シアトル・マリナーズ                               | 209              |
| 1983 | スティーブ・カールトン(5)       | フィラデルフィア・フィリーズ                  | 275              | ジャック・モリス              | デトロイト・タイガース                             | 232              |
| 1984 | ドワイト・グッデン(1)           | ニューヨーク・メッツ                          | 276              | マーク・ラングストン(1)       | シアトル・マリナーズ                               | 204              |
| 1985 | ドワイト・グッデン(2)           | ニューヨーク・メッツ                          | 268              | バート・ブライレブン          | クリーブランド・インディアンス →ミネソタ・ツインズ | 206              |
| 1986 | マイク・スコット                | ヒューストン・アストロズ                      | 306              | マーク・ラングストン(2)       | シアトル・マリナーズ                               | 245              |
| 1987 | ノーラン・ライアン(8)           | ヒューストン・アストロズ                      | 270              | マーク・ラングストン(3)       | シアトル・マリナーズ                               | 262              |
| 1988 | ノーラン・ライアン(9)           | ヒューストン・アストロズ                      | 228              | ロジャー・クレメンス(1)       | ボストン・レッドソックス                           | 291              |
| 1989 | ホセ・デレオン                  | セントルイス・カージナルス                    | 201              | ノーラン・ライアン(10)        | テキサス・レンジャーズ                             | 301              |
| 1990 | デビッド・コーン(1)             | ニューヨーク・メッツ                          | 233              | ノーラン・ライアン(11)        | テキサス・レンジャーズ                             | 232              |
| 1991 | デビッド・コーン(2)             | ニューヨーク・メッツ                          | 241              | ロジャー・クレメンス(2)       | ボストン・レッドソックス                           | 241              |
| 1992 | ジョン・スモルツ(1)             | アトランタ・ブレーブス                        | 215              | ランディ・ジョンソン(1)       | シアトル・マリナーズ                               | 241              |
| 1993 | ホセ・リーホ                    | シンシナティ・レッズ                          | 227              | ランディ・ジョンソン(2)       | シアトル・マリナーズ                               | 308              |
| 1994 | アンディ・ベネス                | サンディエゴ・パドレス                        | 189              | ランディ・ジョンソン(3)       | シアトル・マリナーズ                               | 204              |
| 1995 | 野茂英雄(1)                     | ロサンゼルス・ドジャース                      | 236              | ランディ・ジョンソン(4)       | シアトル・マリナーズ                               | 294              |
| 1996 | ジョン・スモルツ(2)             | アトランタ・ブレーブス                        | 276              | ロジャー・クレメンス(3)       | ボストン・レッドソックス                           | 257              |
| 1997 | カート・シリング(1)             | フィラデルフィア・フィリーズ                  | 319              | ロジャー・クレメンス(4)       | トロント・ブルージェイズ                           | 292              |
| 1998 | カート・シリング(2)             | フィラデルフィア・フィリーズ                  | 300              | ロジャー・クレメンス(5)       | トロント・ブルージェイズ                           | 271              |
| 1999 | ランディ・ジョンソン(5)         | アリゾナ・ダイヤモンドバックス                | 364              | ペドロ・マルティネス(1)       | ボストン・レッドソックス                           | 313              |
| 2000 | ランディ・ジョンソン(6)         | アリゾナ・ダイヤモンドバックス                | 347              | ペドロ・マルティネス(2)       | ボストン・レッドソックス                           | 284              |
| 2001 | ランディ・ジョンソン(7)         | アリゾナ・ダイヤモンドバックス                | 372              | 野茂英雄(2)                   | ボストン・レッド・ソックス                         | 220              |
| 2002 | ランディ・ジョンソン(8)         | アリゾナ・ダイヤモンドバックス                | 334              | ペドロ・マルティネス(3)       | ボストン・レッドソックス                           | 239              |
| 2003 | ケリー・ウッド                  | シカゴ・カブス                                | 266              | エステバン・ロアイザ          | シカゴ・ホワイトソックス                           | 207              |
| 2004 | ランディ・ジョンソン(9)         | アリゾナ・ダイヤモンドバックス                | 290              | ヨハン・サンタナ(1)           | ミネソタ・ツインズ                                 | 265              |
| 2005 | ジェイク・ピービー(1)           | サンディエゴ・パドレス                        | 216              | ヨハン・サンタナ(2)           | ミネソタ・ツインズ                                 | 238              |
| 2006 | アーロン・ハラング              | シンシナティ・レッズ                          | 216              | ヨハン・サンタナ(3)           | ミネソタ・ツインズ                                 | 245              |
| 2007 | ジェイク・ピービー(2)           | サンディエゴ・パドレス                        | 240              | スコット・カズミアー          | タンパベイ・デビルレイズ                           | 239              |
| 2008 | ティム・リンスカム(1)           | サンフランシスコ・ジャイアンツ                | 265              | A.J.バーネット                | トロント・ブルージェイズ                           | 231              |
| 2009 | ティム・リンスカム(2)           | サンフランシスコ・ジャイアンツ                | 261              | ジャスティン・バーランダー(1) | デトロイト・タイガース                             | 269              |
| 2010 | ティム・リンスカム(3)           | サンフランシスコ・ジャイアンツ                | 231              | ジェレッド・ウィーバー        | ロサンゼルス・エンゼルス・オブ・アナハイム         | 233              |
| 2011 | クレイトン・カーショウ(1)       | ロサンゼルス・ドジャース                      | 248              | ジャスティン・バーランダー(2) | デトロイト・タイガース                             | 250              |
| 2012 | R.A.ディッキー                  | ニューヨーク・メッツ                          | 230              | ジャスティン・バーランダー(3) | デトロイト・タイガース                             | 239              |
| 2013 | クレイトン・カーショウ(2)       | ロサンゼルス・ドジャース                      | 232              | ダルビッシュ有                | テキサス・レンジャーズ                             | 277              |
| 2014 | ジョニー・クエト                | シンシナティ・レッズ                          | 242              | デビッド・プライス            | タンパベイ・レイズ → デトロイト・タイガース        | 271              |
| 2014 | スティーブン・ストラスバーグ    | ワシントン・ナショナルズ                      | 242              | デビッド・プライス            | タンパベイ・レイズ → デトロイト・タイガース        | 271              |
| 2015 | クレイトン・カーショウ(3)       | ロサンゼルス・ドジャース                      | 301              | クリス・セール(1)             | シカゴ・ホワイトソックス                           | 274              |
| 2016 | マックス・シャーザー(1)         | ワシントン・ナショナルズ                      | 284              | ジャスティン・バーランダー(4) | デトロイト・タイガース                             | 254              |
| 2017 | マックス・シャーザー(2)         | ワシントン・ナショナルズ                      | 268              | クリス・セール(2)             | ボストン・レッドソックス                           | 308              |
| 2018 | マックス・シャーザー(3)         | ワシントン・ナショナルズ                      | 300              | ジャスティン・バーランダー(5) | ヒューストン・アストロズ                           | 290              |
| 2019 | ジェイコブ・デグロム(1)         | ニューヨーク・メッツ                          | 255              | ゲリット・コール(1)           | ヒューストン・アストロズ                           | 326              |
| 2020 | ジェイコブ・デグロム(2)         | ニューヨーク・メッツ                          | 104              | シェーン・ビーバー            | クリーブランド・インディアンス                     | 122              |
| 2021 | ザック・ウィーラー              | フィラデルフィア・フィリーズ                  | 247              | ロビー・レイ                  | トロント・ブルージェイズ                           | 248              |
| 2022 | コービン・バーンズ              | ミルウォーキー・ブルワーズ                    | 238              | ゲリット・コール(2)           | ニューヨーク・ヤンキース                           | 257              |
| 2023 | スペンサー・ストライダー        | アトランタ・ブレーブス                        | 281              | ケビン・ゴーズマン            | トロント・ブルージェイズ                           | 237              |
| 2024 | クリス・セール(3)               | アトランタ・ブレーブス                        | 225              | タリック・スクーバル          | デトロイト・タイガース                             | 228              |

- 太字は各リーグ記録。
- 2020年は60試合の短縮シーズン

## 19世紀のナショナル・リーグ奪三振王
| 年   | 選手                      | 奪三振 | チーム                         |
| ---- | ------------------------- | ------ | ------------------------------ |
| 1876 | ジム・デブリン            | 122    | ルイビル・グレイズ             |
| 1877 | トミー・ボンド(1)         | 170    | ボストン・レッドキャップス     |
| 1878 | トミー・ボンド(2)         | 182    | ボストン・レッドキャップス     |
| 1879 | モンテ・ウォード          | 239    | プロビデンス・グレイズ         |
| 1880 | ラリー・コーコラン        | 268    | シカゴ・ホワイトストッキングス |
| 1881 | ジョージ・ダービー        | 212    | デトロイト・ウルバリンズ       |
| 1882 | チャールズ・ラドボーン(1) | 201    | プロビデンス・グレイズ         |
| 1883 | ジム・ホイットニー        | 345    | ボストン・ビーンイーターズ     |
| 1884 | チャールズ・ラドボーン(2) | 441    | プロビデンス・グレイズ         |
| 1885 | ジョン・クラークソン(1)   | 308    | シカゴ・ホワイトストッキングス |
| 1886 | レディ・ボールドウィン    | 323    | デトロイト・ウルバリンズ       |
| 1887 | ジョン・クラークソン(2)   | 237    | シカゴ・ホワイトストッキングス |
| 1888 | ティム・キーフ            | 335    | ニューヨーク・ジャイアンツ     |
| 1889 | ジョン・クラークソン(3)   | 284    | ボストン・ビーンイーターズ     |
| 1890 | エイモス・ルーシー(1)     | 341    | ニューヨーク・ジャイアンツ     |
| 1891 | エイモス・ルーシー(2)     | 337    | ニューヨーク・ジャイアンツ     |
| 1892 | ビル・ハッチソン          | 314    | シカゴ・ホワイトストッキングス |
| 1893 | エイモス・ルーシー(3)     | 208    | ニューヨーク・ジャイアンツ     |
| 1894 | エイモス・ルーシー(4)     | 195    | ニューヨーク・ジャイアンツ     |
| 1895 | エイモス・ルーシー(5)     | 201    | ニューヨーク・ジャイアンツ     |
| 1896 | サイ・ヤング(1)           | 140    | クリーブランド・スパイダーズ   |
| 1897 | ドック・マクジェームズ    | 156    | ワシントン・セネタース         |
| 1897 | サイ・セイモアー(1)       | 156    | ニューヨーク・ジャイアンツ     |
| 1898 | サイ・セイモアー(2)       | 239    | ニューヨーク・ジャイアンツ     |
| 1899 | ヌードルズ・ハーン(1)     | 145    | シンシナティ・レッズ           |
| 1900 | ヌードルズ・ハーン(2)     | 132    | シンシナティ・レッズ           |

## 他のメジャーリーグ奪三振王
| 年   | 選手                   | 奪三振 | チーム                           | リーグ                       |
| ---- | ---------------------- | ------ | -------------------------------- | ---------------------------- |
| 1882 | トニー・マレーン       | 170    | ルイビル・カーネルズ             | アメリカン・アソシエーション |
| 1883 | ティム・キーフ         | 359    | ニューヨーク・メトロポリタンズ   | アメリカン・アソシエーション |
| 1884 | ガイ・ヘッカー         | 385    | ルイビル・カーネルズ             | アメリカン・アソシエーション |
| 1884 | ヒュー・デイリー       | 483    | ブラウンズ、ナショナルズ         | ユニオン・アソシエーション   |
| 1885 | エド・モリス           | 298    | ピッツバーグ・アレゲニーズ       | アメリカン・アソシエーション |
| 1886 | マット・キルロイ       | 513    | ボルチモア・オリオールズ         | アメリカン・アソシエーション |
| 1887 | トード・ラムゼイ       | 355    | ルイビル・カーネルズ             | アメリカン・アソシエーション |
| 1888 | エド・シュアード       | 272    | フィラデルフィア・アスレチックス | アメリカン・アソシエーション |
| 1889 | マーク・ボールドウィン | 368    | コロンバス・ソロンズ             | アメリカン・アソシエーション |
| 1890 | セイディー・マクマホン | 291    | アスレチックス、オリオールズ     | アメリカン・アソシエーション |
| 1890 | マーク・ボールドウィン | 206    | シカゴ・パイレーツ               | プレイヤーズ・リーグ         |
| 1891 | ジャック・スティベッツ | 259    | セントルイス・ブラウンズ         | アメリカン・アソシエーション |
| 1914 | サイ・ファルケンベルク | 236    | インディアナポリス・フーシャーズ | フェデラル・リーグ           |
| 1915 | デーブ・ダベンポート   | 229    | セントルイス・テリアズ           | フェデラル・リーグ           |

## ナショナル・アソシエーション奪三振王
| 年   | 選手                   | 奪三振 | チーム                               |
| ---- | ---------------------- | ------ | ------------------------------------ |
| 1871 | アル・プラット         | 34     | クリーブランド・フォレストシティーズ |
| 1872 | ボビー・マシューズ     | 57     | ボルチモア・カナリーズ               |
| 1873 | ボビー・マシューズ     | 79     | ニューヨーク・ミューチュアルズ       |
| 1874 | ボビー・マシューズ     | 101    | ニューヨーク・ミューチュアルズ       |
| 1875 | キャンディ・カミングス | 82     | ハートフォード・ダークブルース       |

## メジャー記録
- 最多記録
  - （19世紀近代野球以前） 1886年 マット・キルロイ 513個
  - （20世紀近代野球以降） 1973年 ノーラン・ライアン 383個
    - 1884年 チャールズ・ラドボーン 441個（ナショナルリーグ最多記録）
    - 1965年 サンディー・コーファックス 382個（20世紀以降のナショナルリーグ最多記録）

- 最少記録
  - 1942年 ボボ・ニューサム、テックス・ヒューソン 113個
    - 1924年 ダジー・ヴァンス 134個（短縮シーズンを除いた、20世紀以降のナショナルリーグ最少記録）
    - 1871年 アル・プラット 34個（ナショナル・アソシエーション最少記録）

※短縮シーズンの2020年を除く
- 両リーグ奪三振王
  - ジム・バニング 1959年・1960年（アメリカンリーグ）、1967年（ナショナルリーグ）
  - ノーラン・ライアン 1972年〜1974年・1976年〜1979年・1989年・1990年（アメリカンリーグ）、1987年・1988年（ナショナルリーグ）
  - ランディ・ジョンソン 1992年〜1995年（アメリカンリーグ）、1999年〜2002年・2004年（ナショナルリーグ）
  - 野茂英雄 1995年（ナショナルリーグ）、2001年（アメリカンリーグ）
  - クリス・セール 2015年・2017年（アメリカンリーグ）、2024年（ナショナルリーグ）
    - その他、20世紀以降に複数球団で奪三振王を獲得した者にピート・アレクサンダー、アリー・レイノルズ、サム・ジョーンズ、アーリー・ウィン、ロジャー・クレメンス、ジャスティン・バーランダー、ゲリット・コール等

### 受賞回数上位者
| 選手                       | 回数 | 年度                                                                   |
| -------------------------- | ---- | ---------------------------------------------------------------------- |
| ウォルター・ジョンソン     | 12   | 1910, 1912, 1913, 1914, 1915, 1916, 1917, 1918, 1919, 1921, 1923, 1924 |
| ノーラン・ライアン         | 11   | 1972, 1973, 1974, 1976, 1977, 1978, 1979, 1987, 1988, 1989, 1990       |
| ランディ・ジョンソン       | 9    | 1992, 1993, 1994, 1995, 1999, 2000, 2001, 2002, 2004                   |
| ダジー・ヴァンス           | 7    | 1922, 1923, 1924, 1925, 1926, 1927, 1928                               |
| レフティ・グローブ         | 7    | 1925, 1926, 1927, 1928, 1929, 1930, 1931                               |
| ボブ・フェラー             | 7    | 1938, 1939, 1940, 1941, 1946, 1947, 1948                               |
| ルーブ・ワッデル           | 6    | 1902, 1903, 1904, 1905, 1906, 1907                                     |
| ピート・アレクサンダー     | 6    | 1912, 1914, 1915, 1916, 1917, 1920                                     |
| エイモス・ルーシー         | 5    | 1890, 1891, 1893, 1894, 1895                                           |
| クリスティ・マシューソン   | 5    | 1903, 1904, 1905, 1907, 1908                                           |
| サム・マクダウェル         | 5    | 1965, 1966, 1968, 1969, 1970                                           |
| トム・シーバー             | 5    | 1970, 1971, 1973, 1975, 1976                                           |
| スティーブ・カールトン     | 5    | 1972, 1974, 1980, 1982, 1983                                           |
| ロジャー・クレメンス       | 5    | 1988, 1991, 1996, 1997, 1998                                           |
| ジャスティン・バーランダー | 5    | 2009, 2011, 2012, 2016, 2018                                           |
| ディジー・ディーン         | 4    | 1932, 1933, 1934, 1935                                                 |
| ウォーレン・スパーン       | 4    | 1949, 1950, 1951, 1952                                                 |
| サンディー・コーファックス | 4    | 1961, 1963, 1965, 1966                                                 |